# Julian Savea

a Compétitions nationales et continentales officielles uniquement.

b Matchs officiels uniquement.
Dernière mise à jour le 15 septembre 2021.
Sio Julian Savea, né le 7 août 1990 à Wellington, est un joueur néo-zélandais de rugby à XV évoluant au poste d'ailier. International néo-zélandais de rugby à sept, puis membre des All Blacks depuis 2012, il remporte la coupe du monde lors de l'édition 2015, compétition dont il termine meilleur marqueur d'essais avec huit réalisations. En club, il évolue avec la province de Wellington, et avec les Hurricanes en Super Rugby, avec qui il remporte la compétition en 2016.
Joueur à la fois rapide et puissant, Julian Savea utilise ses capacités physiques pour battre les défenseurs adverses. Il est souvent comparé à Jonah Lomu.
Son frère cadet Ardie Savea est également international de rugby à sept et de rugby à XV depuis 2016.

## Biographie
Julian Savea est né le 7 août 1990 à Wellington en Nouvelle-Zélande de parents samoans,. Il est le grand frère du troisième ligne Ardie avec qui il joue chez les Hurricanes et en équipe nationale.

## Carrière

### Début dans le rugby,Baby Blacket international à sept
Julian Savea fait partie en 2008 du groupe sélectionné par Gordon Tietjens, entraîneur de l'équipe de Nouvelle-Zélande de rugby à sept, pour préparer la saison 2008-2009 des World Rugby Sevens Series. Il dispute les deux premiers tournois de la saison 2008-2009 à Dubai et en Afrique du Sud. Plus tard dans la saison, en mars, il est rappelé pour suppléer Umaga Marshall lors de la coupe du monde de rugby à sept,. Il dispute également les tournois de Hong Kong, d'Australie, de Londres, où il inscrit deux essais lors de la finale perdue après prolongation sur le score de 31 à 26 face aux Anglais et en Écosse.
Il remporte un titre de champion du monde junior lors de l'édition de 2010 où les Baby Blacks, surnom de l'équipe néo-zélandaise, remporte son troisième titre consécutif. Il inscrit huit essais lors de cette compétition, quatre contre les Samoas, deux contre le pays de Galles et deux en demi-finale face à l'Afrique du Sud.

### Joueur des Hurricanes et premières capes (2011-2013)
Julian Savea fait ses débuts avec l'équipe de Wellington en National Provincial Championship (NPC) en 2010 lors d'un match contre l'équipe de Tasman. En fin d'année, il reçoit le Prix IRB du joueur junior de l'année. L'année suivante, il dispute son premier match de Super 15 lors de la première journée de la saison 2011 face aux Highlanders,. En juin 2012, il est retenu dans le groupe néo-zélandais qui affronte les Irlandais en tournée en Nouvelle-Zélande. Il obtient sa première cape lors du premier test match disputé le 9 juin. Les All Blacks battent largement leurs adversaires sur le score de 42 à 10 et Julian Savea marque un triplé pour sa première sélection. Il devient ainsi le premier All Black à inscrire trois essais lors d'une même rencontre face aux Irlandais. Après une deuxième sélection face aux Irlandais, il participe au Rugby Championship, disputant trois des six rencontres, inscrivant trois essais lors de cette compétition, un face à l'Argentine à Wellington, puis deux lors du deuxième match face à ces mêmes Argentins, à La Plata. Il est également présent dans le groupe néo-zélandais qui se rend en Europe en novembre et décembre, inscrivant deux essais à Murrayfield face aux Écossais, deux essais à Rome face aux Italiens et deux essais lors de la défaite face aux Anglais à Twickenham. Il est également titulaire face aux Gallois.

### Affirmation chez lesAll Blaks(2013-2015)
En 2013, il est de nouveau titulaire chez les All Blacks. Il dispute deux des trois tests face aux Français, inscrivant un essai lors du deuxième. Il remporte ensuite le Rugby Championship en disputant l'ensemble des rencontres, toutes remportées, et inscrivant un essai face à l'Argentine à Hamilton, et le même adversaire à La Plata. Il inscrit un nouvel essai lors de la troisième rencontre de l'année face aux Australiens, rencontre comptant pour la Bledisloe Cup. Lors de la tournée en Europe, il inscrit comme l'année précédente deux essais face aux Anglais. Il inscrit également un essai face aux Irlandais lors d'une victoire obtenue à la dernière minute.
Une blessure au genou le prive du premier test d'une tournée de trois tests des Anglais en juin 2014. Il fait son retour lors du deuxième test, à la place de Israel Dagg, blessé. Pour son premier match de cette saison internationale 2014, il inscrit un essai, puis réussit pour la deuxième fois de sa carrière avec les All Blacks trois essais lors du troisième test. Cela porte ainsi à huit son nombre d'essais en quatre rencontres face à cet adversaire. Il est également présent lors du troisième test face à l'Angleterre, remporté comme les deux précédents par les joueurs néo-zélandais. Pour sa troisième participation au Rugby Championship, il remporte son troisième trophée lors de l'édition 2014, inscrivant un essai face aux Wallabies, deux face aux Argentins, un nouvel essai lors du math disputé en Argentine. Pour la tournée dans l'hémisphère nord, il inscrit deux essais face aux États-Unis malgré un poste de remplaçant, puis un au Millennium Stadium face aux Gallois. En fin d'année, il figure parmi les cinq joueurs sélectionnés pour obtenir le titre de meilleur joueur du monde, avec son compatriote Brodie Retallick, les Springboks Duane Vermeulen et Willie le Roux, et l'Irlandais Jonathan Sexton, titre finalement attribué à Brodie Retallick.
Au cours de la saison 2015 de Super Rugby, il prolonge son contrat avec les Hurricanes, jusqu'en 2019. Il inscrit un essai lors de la victoire 29 à 9 contre les Brumbies en demi-finale. Lors de la finale face aux Highlanders, il manque un essai pratiquement immanquable en ne captant pas une passe alors qu'il se trouve à moins de cinq mètres de l'en-but,. Les Hurricanes, dominateurs lors de la phase régulière, s'inclinent 21 à 14 en finale.

### Champion du monde (2015)

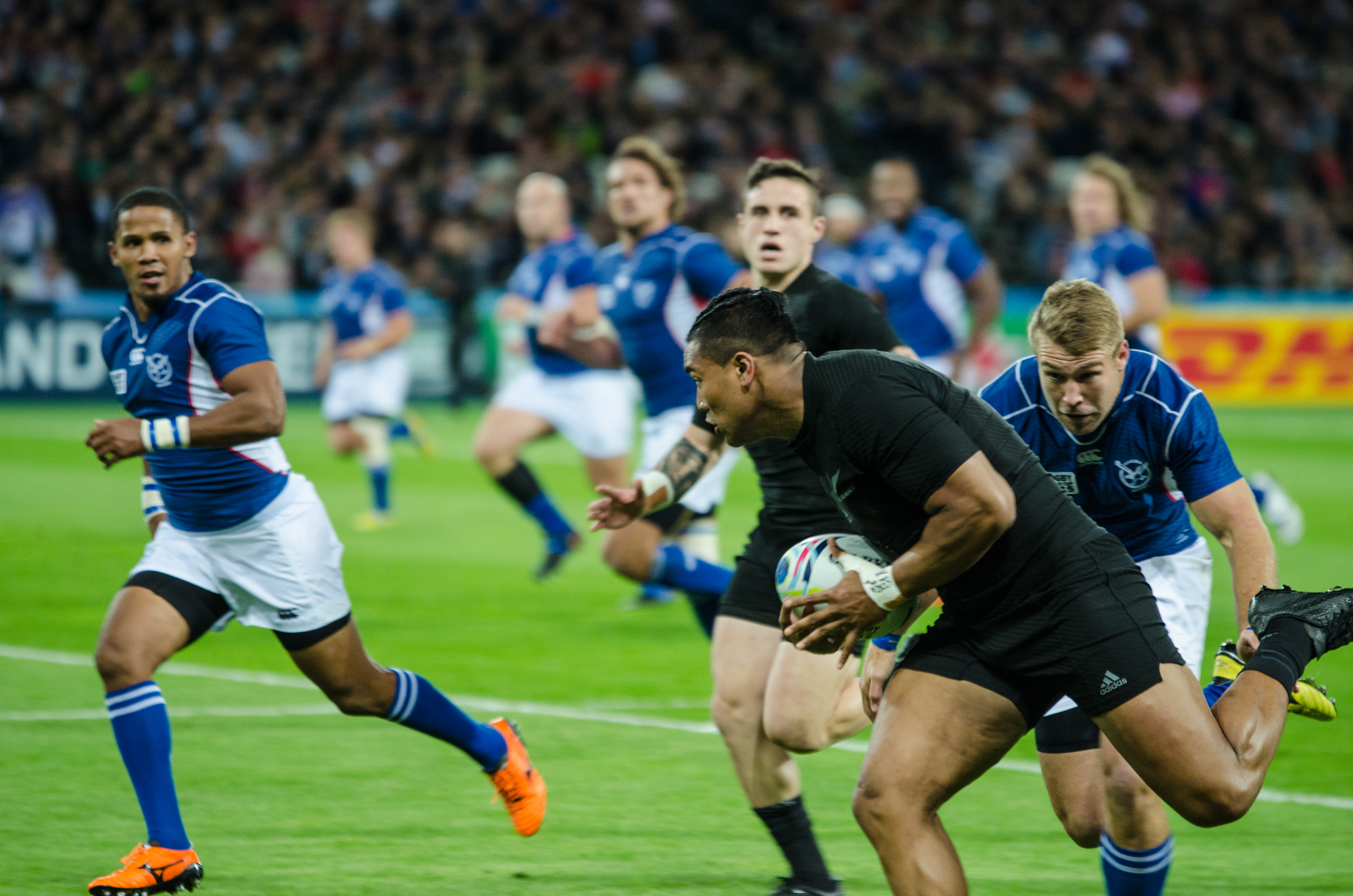
Julian Savea va inscrire un essai face à la Namibie en 2015.

L'encadrement de l'équipe néo-zélandaise ne le trouve pas en forme et en surpoids au début de la saison internationale 2015. Il n'est ainsi pas retenu pour les trois premiers tests, face aux Samoa, puis lors des deux premières rencontres du Rugby Championship contre l'Argentine et l'Afrique du Sud, puis il retrouve les All Blacks lors du match décisif de Sydney contre l'Australie.
Julian Savea fait ensuite partie des 31 joueurs retenus par Steve Hansen pour disputer la coupe du monde. Il est titulaire à l'aile dans la formation néo-zélandaise qui remporte cette compétition, dont il termine meilleur marqueur d'essais avec huit réalisations. En particulier, son essai à la 38e minute du quart de finale face à la France, où il renverse Noa Nakaitaci, Scott Spedding puis Rabah Slimani avant d'aplatir, est désigné « essai de l'année » par le World Rugby. Il figure également parmi les derniers candidats au titre de meilleur joueur du monde, avec les Australiens Michael Hooper et David Pocock, le Gallois Alun Wyn Jones, l'Écossais Greig Laidlaw, titre finalement décerné à son compatriote Dan Carter.

### Joueur cadre de la Nouvelle-Zélande (2016-2018)
Julian Savea connaît un début de Saison 2016 de Super Rugby difficile, avec notamment une suspension par son club pour un couvre-feu non respecté et un manque de forme. Il retrouve ensuite la confiance de son entraîneur et réussit trois essais lors de la rencontre contre les Jaguars, la nouvelle franchise argentine.
Après avoir été titularisé lors du premier match de la tournée de trois tests des Gallois en Nouvelle-Zélande, où il inscrit le premier des cinq essais néo-zélandais, il n'est pas retenu pour le deuxième test, Steve Hansen jugeant mauvaises ses dernières performances,. Il est toutefois sélectionné en équipe nationale quelques mois plus tard pour le Rugby Championship, que son pays remporte en gagnant toutes ses confrontations,. De plus, la Nouvelle-Zélande égalise le record de matchs remportés d'affilée toutes compétitions confondues avec dix-sept succès lors de la dernière journée où elle bat largement l'Afrique du Sud 57 à 15, chez elle à Durban.

### Carrière en France (2018-2020)

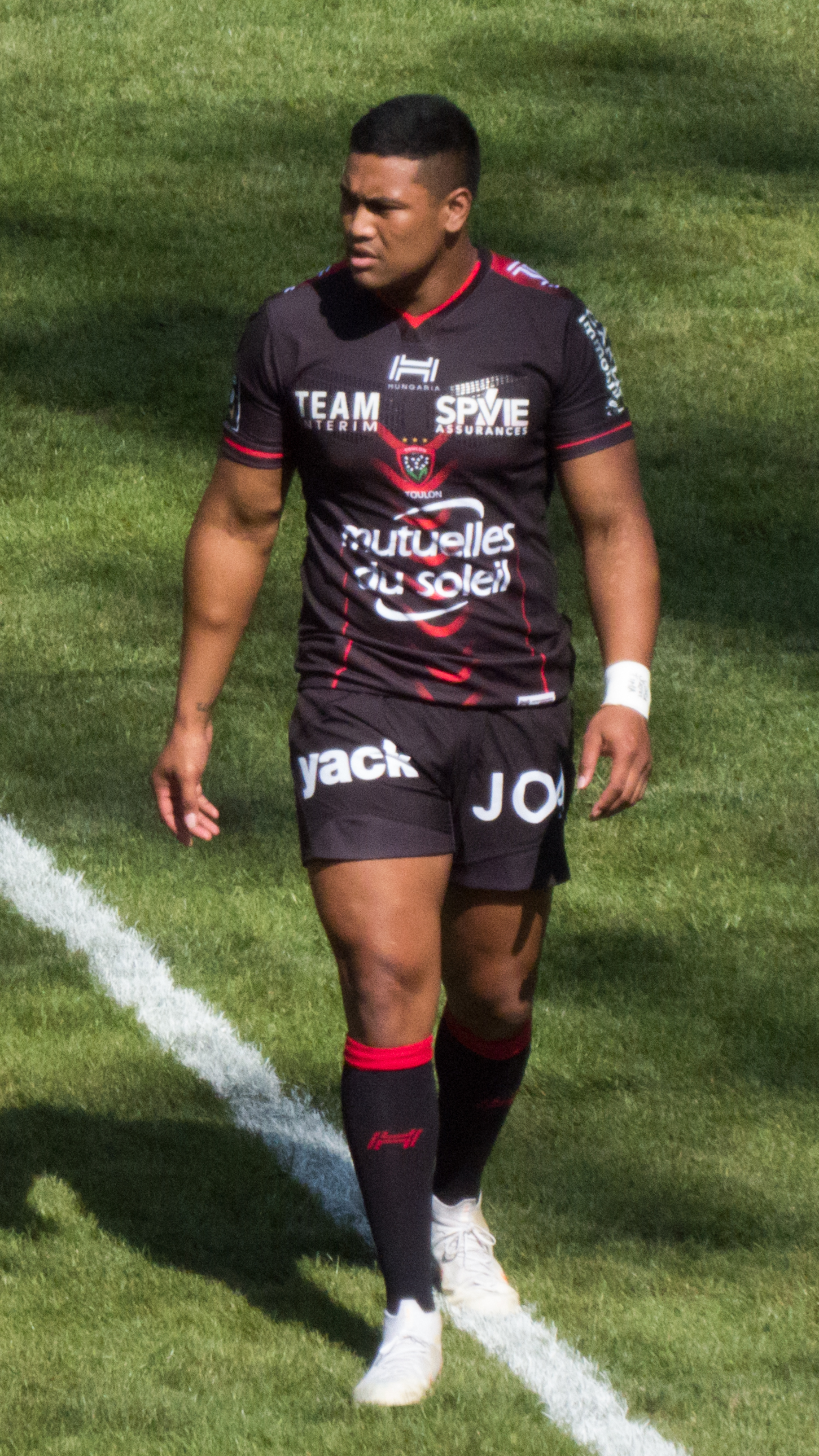
Julian Savea sous le maillot du RC Toulon pendant la saison 2018-2019.

## Style de jeu

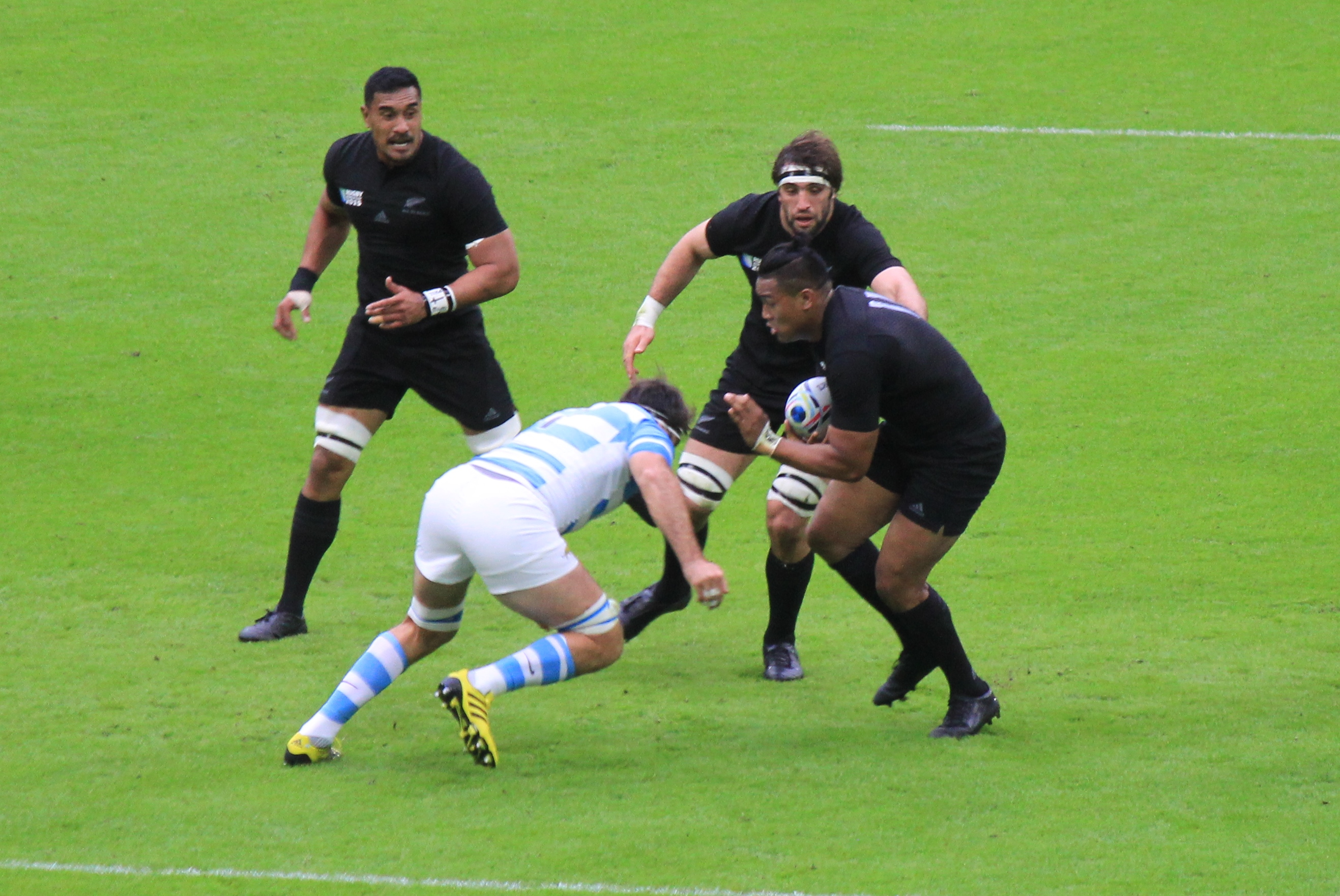
Julian Savea tente d'éviter un plaquage en 2015.

### Un joueur puissant
Doté d'un physique impressionnant pour le poste d'ailier qui demande de la vitesse (1,91 m pour 108 kg selon le site officiel des All Blacks), Julian Savea est un joueur puissant et relativement rapide pour son poids,. Julian Savea utilise alors ses capacités physiques afin de casser les plaquages des défenseurs adverses, comme en témoigne l'essai de l'année 2015 inscrit en quart de finale de la coupe du monde face à la France où il renverse successivement trois défenseurs,. Son surnom, le « bus » fait référence à ses capacités physiques et au fait qu'il soit difficile à plaquer.

### Comparaison à Jonah Lomu
De par ses capacités physiques, sa nationalité et son poste, Julian Savea est souvent comparé à Jonah Lomu. Statistiquement, Julian Savea bat le nombre d'essai de Jonah Lomu avec le maillot noir (37 essais inscrits) en 39 matches contre les 63 capes qu'à dû obtenir Lomu pour atteindre ce chiffre. En coupe du monde, les deux joueurs détiennent, à égalité avec le Sud-Africain Bryan Habana, le record d'essais en une édition, respectivement 1999 et 2015 avec 8 essais.
En 2014, Steve Hansen, sélectionneur néo-zélandais, déclare que Julian Savea deviendra « probablement meilleur que Lomu », même si Julian Savea se défend de la comparaison avec son « idole » en déclarant en novembre 2016 que « Jonah a changé ce jeu à lui tout seul »,.

## Palmarès

### En franchise et province
- Finaliste du Super Rugby en 2015 avec les Hurricanes.
- Vainqueur du Super Rugby en 2016 avec les Hurricanes.
- Vainqueur du National Provincial Championship en 2022 (en) et 2024 avec Wellington.

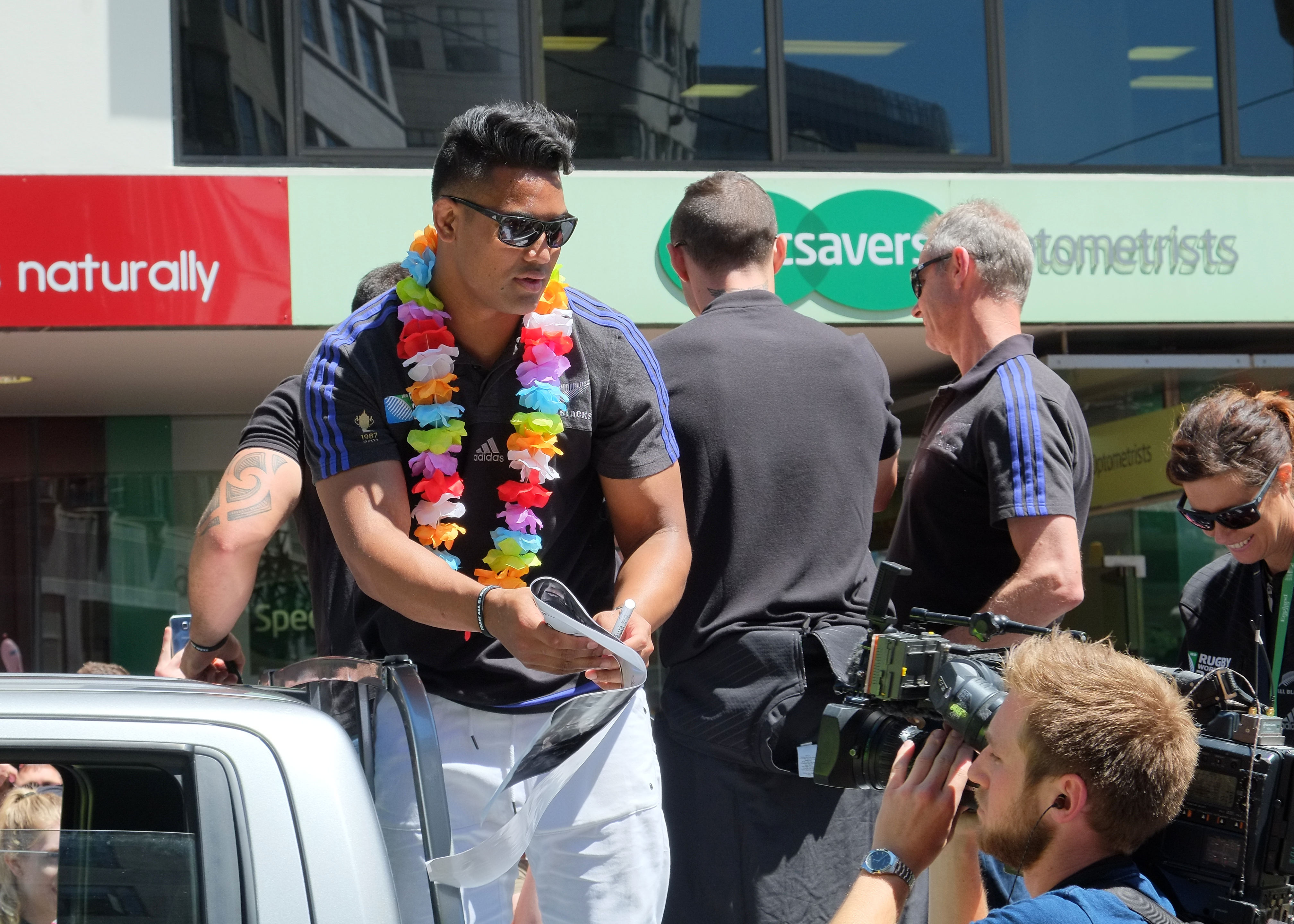
Julian Savea signe des autographes après être devenu champion du monde pour la première fois

### En équipe nationale
- Vainqueur des World Series en 2009 avec l'équipe de Nouvelle-Zélande de rugby à sept.
- Vainqueur du Championnat du monde junior en 2010 avec l'équipe de Nouvelle-Zélande des moins de 20 ans.
- Vainqueur du Rugby Championship en 2012, 2013, 2014 et 2016 avec l'équipe de Nouvelle-Zélande.
- Vainqueur de la Coupe du monde en 2015 avec l'équipe de Nouvelle-Zélande.

### Distinctions personnelles
- Meilleur marqueur du Championnat du monde junior en 2010 (8 essais).
- Meilleur marqueur de la Coupe du monde en 2015 (8 essais).

## Statistiques en équipe nationale
Julian Savea compte 54 capes avec les All Blacks, pour un bilan de 48 victoires, trois défaites et un nul. Sur ces rencontres, vingt-et-une sont disputées dans le cadre du Rugby Championship, avec dix-huit victoires, un nul et deux défaites. Il participe à cinq éditions du The Rugby Championship en 2012, 2013, 2014, 2015 et 2016.
Il participe à une édition de la Coupe du monde, en 2015 où il joue six des sept rencontres, face à l'Argentine, la Namibie, la Géorgie, la France  l'Afrique du Sud et l'Australie en finale. Il inscrit 40 points, pour huit essais, ce qui fait de lui le meilleur marqueur d'essais de ce mondial.